# Menneus superciliosus
Menneus superciliosus là một loài nhện trong họ Deinopidae. Chúng được miêu tả năm 1881 bởi Tord Tamerlan Teodor Thorell.